# 片平秀貴
片平 秀貴（かたひら ほたか、1948年 - ）は、日本の経営学者。現在は丸の内ブランドフォーラム代表。元東京大学大学院経済学研究科教授。専門はブランド論。

## 人物・来歴
1966年麻布高校卒業。国際基督教大学卒業。東京大学大学院経済学研究科博士課程で学び、大阪大学経済学部助教授、東京大学経済学部助教授を経て、1989年から2004年まで東大大学院経済学研究科教授。この間ペンシルベニア大学ウォートン・スクール、カリフォルニア大学バークレー校、ストックホルム・スクール・オブ・エコノミクス等で客員教授を歴任する。
現在、ビジネスフォーラム「丸の内ブランドフォーラム」を主宰。

## 主な著書
- 『マーケティング・サイエンス』（東京大学出版会、1987年）
- 『新しい消費者分析』（東京大学出版会、1991年）
- 『パワー・ブランドの本質』（ダイヤモンド社、1998年）
- 『ブランド・エンジニアリング』（日経BP社、2003年）
- 『超顧客主義：顧客を越えた経営者に学ぶ』（共著 東洋経済新報社、2003年）
- 『世阿弥に学ぶ100年ブランドの本質』（ソフトバンククリエイティブ、2009年）